# Mirosław Szyłak-Szydłowski
Mirosław Szyłak-Szydłowski – polski inżynier, doktor habilitowany nauk inżynieryjno-technicznych. Specjalizuje się w biotechnologii. Adiunkt na Wydziale Instalacji Budowlanych, Hydrotechniki i Inżynierii Środowiska Politechniki Warszawskiej.

## Życiorys
Absolwent XLV Liceum Ogólnokształcącego im. Romualda Traugutta w Warszawie (matura w 1998). Dyplom magistra inżyniera biotechnologii w inżynierii środowiska uzyskał na Wydziale Inżynierii Środowiska Politechniki Warszawskiej w 2003, gdzie następnie doktoryzował się w 2008 na podstawie pracy pt. Efektywność usuwania wybranych grup mikroorganizmów chorobotwórczych i potencjalnie chorobotwórczych w procesie oczyszczania odcieków ze składowiska odpadów w mieszaninie ze ściekami komunalnymi (promotorem pracy była prof. Anna Grabińska-Łoniewska). Habilitował się w 2019 na podstawie oceny dorobku naukowego i rozprawy pt. Olfaktometryczna metoda oceny stopnia biostabilizacji odpadów w instalacjach mechaniczno-biologicznego przetwarzania. Pracuje jako adiunkt w Katedrze Ochrony i Kształtowania Środowiska Wydziału Instalacji Budowlanych, Hydrotechniki i Inżynierii Środowiska Politechniki Warszawskiej.
Artykuły publikował m.in. w takich czasopismach jak: „Ecological Chemistry and Engineering", „Water, Air and Soil Pollution" oraz „Ochrona Środowiska".